# Warrior (paard)

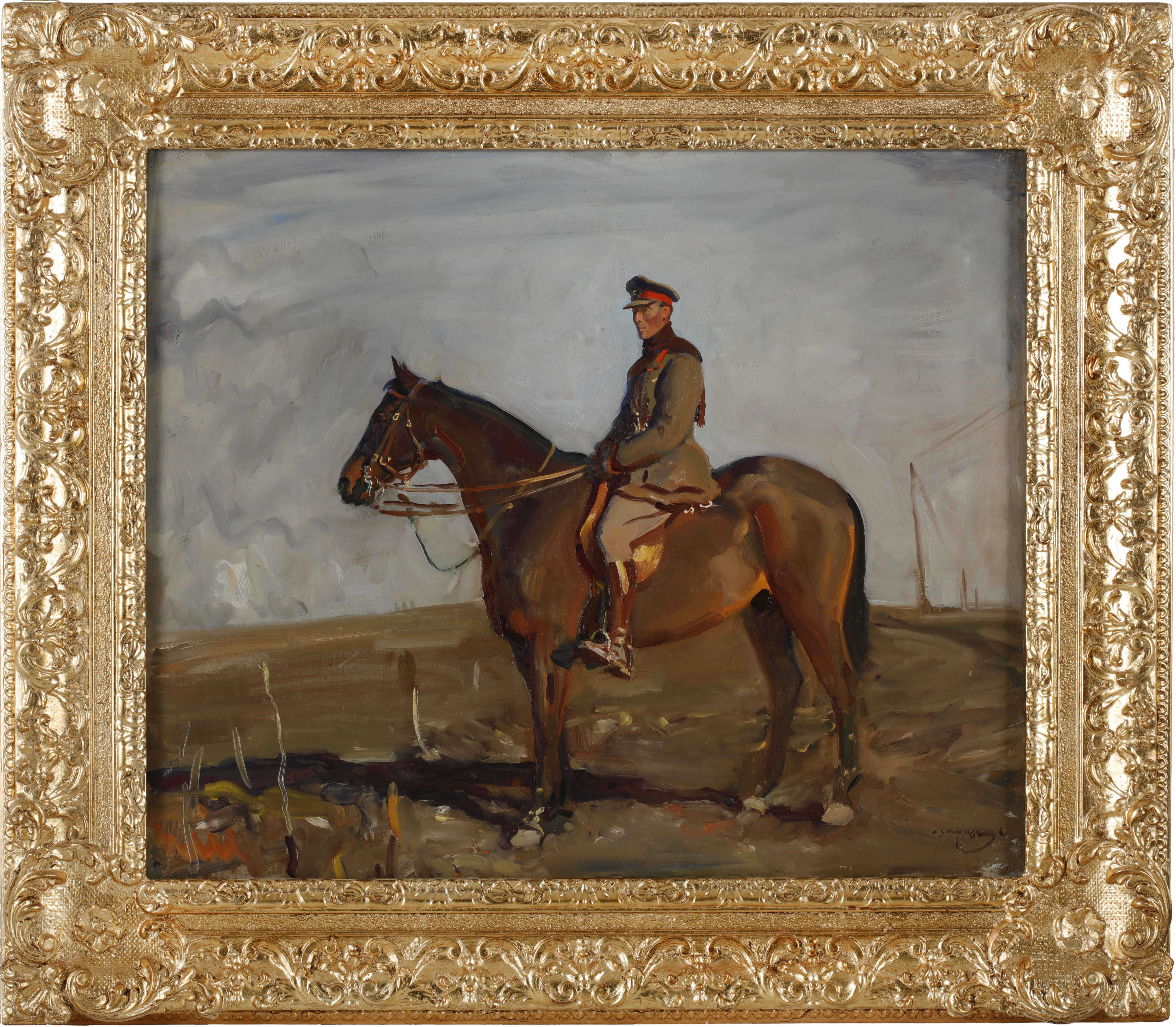
Seely op Warrior. Schilderij van Alfred Munnings

Warrior (Isle of Wight, 1909 - aldaar, 1941) was een paard aan wie postuum de Dickin Medal uitgereikt werd voor tijdens de Eerste Wereldoorlog bewezen diensten.
Vanaf 11 augustus 1914 diende het paard aan het Westfront. Warrior overleefde onder meer de Slag aan de Somme en de Slag om Passendaele. Hij werd gedurende deze tijd bereden door Jack Seely 1ste Baron van Mottistone, die ook bekendstaat onder de naam Galloping Jack.
Warrior die na de oorlog bekend raakte als het paard dat de Duitsers niet konden doden werd op 2 september 2014 onderscheiden als het 66e dier aan wie de Dickin Medal werd uitgereikt. Het was de eerste keer dat de medaille naar een dier ging dat dienstdeed tijdens de Eerste Wereldoorlog.
Van Warrior is een schilderij bekend van de hand van Sir Alfred Munnings (1878-1959), van 1944 tot 1949 voorzitter van de Royal Academy of Arts.

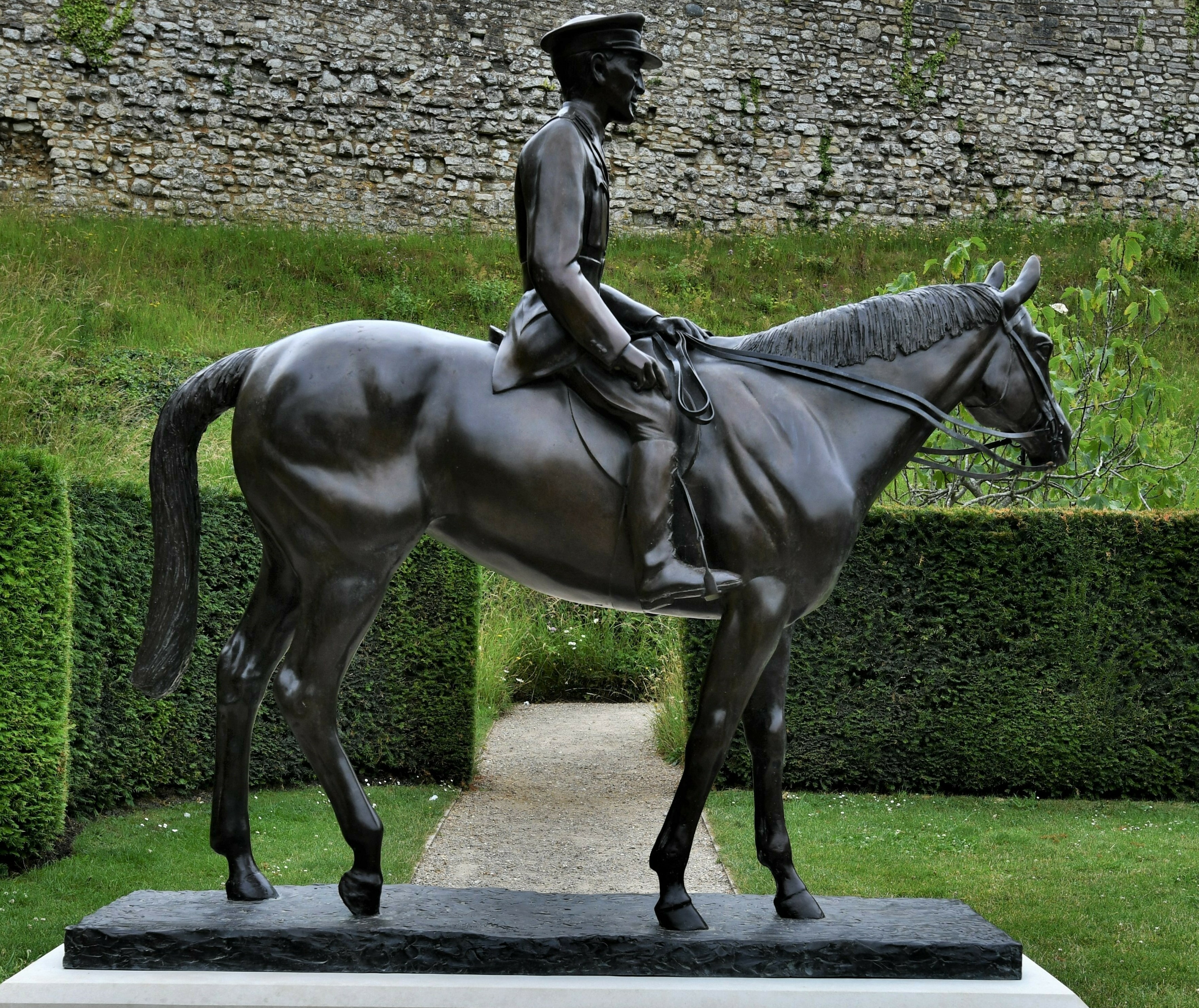
Standbeeld van Warrior

Warrior overleed in 1941, op 32-jarige leeftijd, in zijn stal op het Isle of Wight.